# Rodízio de tarefas
Rodizio de tarefas é a técnica utilizada por empresas que consiste em agregar outras funções para o mesmo funcionário dentro da organização.
O rodízio de tarefas também conhecido como "job rotation", consiste em o funcionário revesar tarefas com outros colaboradores e setores. O rodizio de tarefas traz vantagens para o funcionário em seu enriquecimento profissional, uma vez que conhece outras funções na organização ampliando seu escopo de tarefas. Para a organização essa técnica reduz custo pois o colaborador substitui colegas de trabalho sem necessidade de treinamentos ou não sendo necessário o aumento do quadro da empresa com novos funcionários para função.

## História
Com surgimento da Revolução Industrial no século XX, as organizações passaram a viver uma nova realidade, onde a administração recebeu diversas contribuições que marcaram avanço sobre o conceito. Parte desses avanços tiveram contribuição de vários estudiosos que com métodos totalmente novos, desenvolveram métodos e conceitos que permeiam até hoje as diversas empresas do mundo inteiro. Frederick Wilson Taylor desenvolveu as principais ideias da escola e consequentemente Henry Ford apresentou modelos de organização e produção aplicáveis às ideias da escola. Taylor foi à figura mais importante do movimento não só pela sua contribuição, mas também pelo fato de muitos o conheciam como o líder (MAXIMIANO, 2011).
Taylor e os seus seguidores buscavam desenvolver princípios e técnicas de eficiência, que pudessem resolver os grandes problemas que as empresas indústrias encaravam naquela época.  Os estudos de Taylor para a administração científica passaram por três momentos que segundo Maximiano (2011) se na primeira fase buscou atacar o problema dos salários, ao estudo sistêmico do tempo, as definições de tempos-padrão e ao sistema de administração de tarefas. A segunda fase do estudo procurava ampliar o escopo da tarefa para a administração e a definição de princípios de administração do trabalho, já a terceira fase Taylor sintetizava a consolidação dos princípios, proposição de divisão de autoridade e responsabilidades dentro da empresa e distinção entre técnicas e princípios.
Segundo Chiavenato (2011), Ford foi um dos inventores do século XX. Com a produção em massa de produtos acabados, com a maior garantia de qualidade e pelo menor valor, inovou a organização do trabalho. 
Podemos ver que Administração Científica de Taylor e Ford, foram pontos cruciais para o surgimento da Administração de produção e operações, pois desde aquela época os princípios e estudos realizados buscavam criar métodos que melhorassem os processos de produção para que as empresas pudessem ser mais produtivas. 

## Rodízio de tarefas na prática
- Toyo Kogyo Company: A compania Toyo Kogyo[3] produz automóveis Mazda. Toyo Kogyo pratica a rodízio de tarefas há mais de 20 anos, como resultado direto do embargo de petróleo da década de 1960.  Toyo procurou o rodízio de tarefas para preencher as lacunas devido aos cortes necessários durante uma desaceleração da economia.

- Intel Corporation: A Intel Corporation agora usa a rotação de tarefas como um meio de preencher posições temporárias de dentro de sua própria organização. [3] Essas atribuições destinam-se a conter os trabalhadores inquietos, bem como dar oportunidades aos funcionários para aprender novas tecnologias e estratégias com as quais eles talvez não estivessem familiarizados antes. Muitos funcionários que experimentam essa forma de rotação de trabalho são examinados em campos que podem ser estrangeiros, permitindo que eles tenham uma melhor compreensão da empresa como um todo.

- Virgin America: A Virgin America experimentou um programa de intercâmbio de um ano com a Virgin Australia. As duas empresas trocavam comissárias de bordo entre si. [3]

- Unilever: A Unilever agora permite a rotação de tarefas para seus funcionários

## Enriquecimento de cargo
Com o enriquecimento de cargos, torna-se possível adequar o cargo ocupado ao potencial de desenvolvimento do ocupante, atribuindo tarefas do nível hierárquico superior ao colaborador (enriquecimento vertical) ou aumentando a variedade do cargo no mesmo nível hierárquico (enriquecimento horizontal). O enriquecimento vertical é mais utilizado em empresas que oferecem um plano de carreira, atribuindo tarefas de cargos superiores ao ocupante, a fim de proporcionar uma maior satisfação e, ao mesmo tempo, prepará-lo para uma possível promoção dentro da empresa. O enriquecimento horizontal adiciona tarefas variadas, com a mesma complexidade das atuais tarefas, com o intuito de não submeter o colaborador às mesmas tarefas repetitivas e rotineiras, buscando elevar sua satisfação com o trabalho. Porém o enriquecimento de cargos pode provocar uma sensação de ansiedade nas pessoas e até o sentimento de serem exploradas pela organização. Portanto o enriquecimento de cargos é uma importante estratégia para manter os funcionários motivados, mas é preciso saber utilizá-la para não se tornar um futuro problema dentro da empresa. O principal benefício prospectivo do enriquecimento do trabalho é o enriquecimento do papel social, que proporciona crescimento e auto realização ao indivíduo. “Como consequência do aumento da motivação intrínseca, o desempenho deverá melhorar, proporcionando, assim, um trabalho mais humano e produtivo. Os efeitos negativos também tendem a ser diminuídos”
O enriquecimento do trabalho nada mais é do que um deliberado aumento da responsabilidade, da amplitude e do desafio das funções. Para Herzberg (1968), enriquecimento do trabalho substitui as tarefas com baixo grau de complexidade por outras com grau mais elevado e resulta em um crescimento individual, proporciona desafios e gera satisfação profissional do trabalhador.